# الأرض المحايدة (فلم)
الأرض المحايدة، (بوسنية:Ničija Zemlja) هو فيلم من إنتاج عام 2001. أخرجه البوسني: دانيس تانوفيش، وهو من إنتاج أوربي مشترك، فقد اشترك في إنتاجه، كل من: البوسنة والهرسك، وسلوفانيا، وفرنسا، وإيطاليا، وبلجيكا، والمملكة المتحدة.

## الفيلم
أثناء الحرب الأهلية التي قامت بين دول يوغسلافيا في تسعينيات القرن العشرين، قامت بعض المعارك على الحدود البوسنية-الصربية.جنديان أحدهما من الطرف البوسني، والآخر من الطرف الصربي، حوصرا في خندق الأرض المحايدة، فحاولا الاستعانة بقوات حفظ السلام التابعة للأمم المتحدة لانقاذهما، وإنقاذ جندياً ثالثاً زرع تحته لغم مرتد، قد ينفجر عند أي حركة من قبله.

## الجوائز
فاز الفيلم بعدد كبير من الجوائز بلغ 42 جائزة، أهمها:
- جائزة الأوسكار لأفضل فيلم أجنبي - 2003
- جائزة الغولدن غلوب لأفضل فيلم أجنبي - 2002
- جائزة مهرجان كان لأفضل سيناريو - 2001

## وصلات خارجية
- مقالات تستعمل روابط فنية بلا صلة مع ويكي بيانات

صفحة الفيلم في موقع IMDb